# Feliks Frydman
Feliks Frydman (geboren 14. Mai 1897 in Warschau; gestorben Januar 1943 im Ghetto Warschau) war ein polnischer Maler.

Signatur

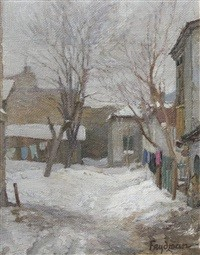
Winter in Kazimierz Dolny (1939)

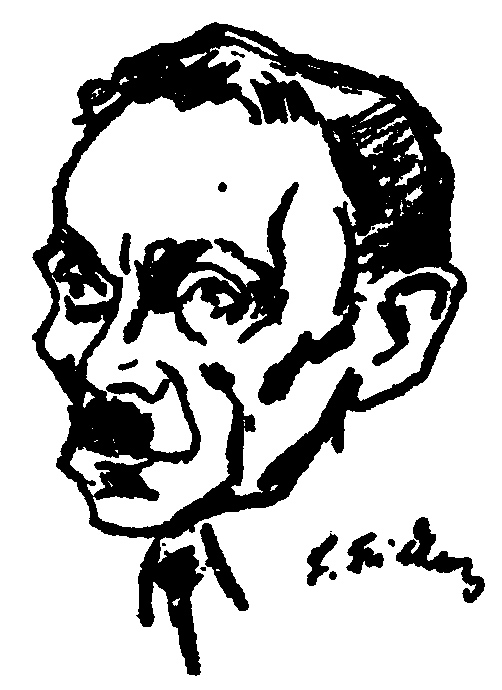
Hirsch David Nomberg

## Leben
Nach dem Abschluss des Gymnasiums in Warschau erlernte Feliks Frydman zunächst an der örtlichen Kunsthochschule die Ölmalerei und hatte 1918 sein Ausstellungsdebüt in der Warschauer Gesellschaft zur Förderung der Schönen Künste (TZSP), in die er 1925 als Mitglied aufgenommen wurde. Frydman studierte zwei Jahre in Paris und nahm Einflüsse der Postimpressionisten auf. Er arbeitete dann als freier Künstler in Warschau. Bei Kriegsausbruch 1939 hielt er sich in Kazimierz Dolny auf. Nach der deutschen Besetzung Polens wurde Frydman im Warschauer Ghetto inhaftiert. Er war Mitglied des Kulturausschusses des Judenrats, arbeitete in einer Schleiferei und schmückte zusammen mit dem Maler Symche Trachter die Wände der Empfangshalle im Büro des Judenrats. Frydman erkrankte an Tuberkulose. Nachdem er am 25. August 1942 verhaftet wurde, begegnete er anderen Künstlern, darunter Abraham Ostrzega. Während der Vertreibung der Juden aus dem Ghetto im Januar 1943 wurde Friedman ins jüdische Krankenhaus in der Gesia-Straße Nr. 6 eingeliefert. Eine Krankenschwester injizierte ihm eine doppelte Dosis Morphium, um seine Deportation in das Vernichtungslager Treblinka zu verhindern, worauf er im Krankenhaus starb.
Frydman malte Stillleben, Blumenstücke, Landschaften und Akte. Er fertigte ein Album mit Porträtzeichnungen von Schriftstellern und Schauspielern. Er schrieb Ausstellungsrezensionen für jüdische Zeitungen, wie die Zeitung der Bundisten Nowe Życie, die polnischsprachige jüdische Tageszeitung Nasz Przegląd und die jiddischen Literarisze Bleter.